# Parashara
Parashara (IAST: Parāśara) foi um maharishi e autor de muitos textos hindus, destacando-se como principal compilador da astrologia védica e criador do Livro Brihat Parashara Hora Shastra. É creditada a ele a autoria do primeiro Purana, o Vishnu Purana, até sua re-escrita através de seu filho Vyasa. Ele era neto de Vasishtha, filho de Śakti Maharṣi, e pai de Vyasa. Diversos textos fazem referência a Parashara como narrador e autor.

## Textos atribuídos para Parashara
- Revelador de versos do Ṛig veda: RV 1.65-73 e parte do RV 9.97.
- Parashara Smṛti (também chamado de Parashara Dharma Saṃhitā): um código de leis para o Kali Yuga.[1]
- Narrador de Viṣṇu Purana, considerado o primeiro dos Purāṇas.[2]
- Narrador de Bṛhat Parāśara Horāśāstra, também chamado de BPHS. Livro de fundação da astrologia védica.
- Narrador de Vṛkṣāyurveda ("ciência da vida das árvores"), um dos primeiros textos de botânica.[3] Considerado o primeiro livro de botânica antiga pelos estudantes de medicina indiana tradicional.
- Krishi parasaram, um livro que lida com agricultura e sementes.